# Уилям Мартинес
Уилям Мартинес (на испански: William Martínez) е уругвайски футболист, защитник.

## Кариера
Мартинес започва кариерата си през 1947 г. в Расинг Монтевидео (според други източници, професионалната му кариера започва година по-рано в Насионал), а през 1948 г. той преминава в Рампла Хуниорс, където играе до 1954 г.
През 1955 г. е привлечен в един от най-добрите уругвайски клубове Пенярол от Монтевидео, като част от който става 5 пъти шампион на Уругвай, 2 пъти носител на Копа Либертадорес, и Междуконтиненталната купа.
През 1963 г. Мартинес се завръща в Рампла Хуниорс, за които играе до 1967 г., а след това за кратко е част от колумбийския Хуниор. От 1968 г. отново е в Рампла. На следващата година е преотстъпен на Феникс Монтевидео и става играещ треньор през 1970 г. в Сентрал Еспаньол, където през същата година и завършва кариерата си.

### Национален отбор
Като част от националния отбор на Уругвай дебютира на 7 април 1950 г. в мач срещу Чили в Сантяго, а последния си мач играе на 30 май 1965 г. срещу Венецуела в Каракас. Общо за националния отбор, той играе 54 мача и има 2 попадения.
През 1950 г. става световен шампион, но не играе нито в 1 мач. През 1953 г. печели бронзов медал на първенството на Южна Америка. През 1954 г. той отново взима участие в Световната купа, където Уругвай завършва четвърти, а Мартинес участва в 5 мача, а на 1/2 финала срещу Унгария е капитан на отбора.

## Отличия

### Отборни
Пенярол
- Примера дивисион де Уругвай: 1958, 1959, 1960, 1961, 1962
- Копа Либертадорес: 1960, 1961
- Междуконтинентална купа: 1961

### Международни
Уругвай
- Световно първенство по футбол: 1950
- Копа Америка: 1956[2]